# World of Warcraft: Народження Орди
«World of Warcraft: Народження Орди» (англ. «World of Warcraft: Rise of the Horde») — фентезійний роман Крісті Ґолден, дія якого відбувається у всесвіті Warcraft. Він був опублікований у грудні 2006 року. Ґолден також має зобов'язання з Blizzard Entertainment і Simon & Schuster написати трилогію про StarCraft. Спочатку передбачалося, що це буде продовження її попередньої книги 2001 року «Warcraft: Повелитель кланів», вона описує втечу дренеїв з Арґуса і піднесення Орди після того, як вони перетворилися з шаманського народу на войовничий. У книзі представлені головні персонажі Warcraft, такі як Дуротан, Нер'жул, Ґул'дан, Орґрім Молот Вироку, Кіл'джеден та Велен. Історія розповідає про те, як клани орків і благородні дренеї повільно стають ворогами через обман і зарозумілість, показує низхідну спіраль, в яку втягуються орки й досліджує роль, яку відіграють демонічні сили в Орді. Вона також розповідає про походження Палаючого Легіону та події, що передували першій грі серії Warcraft.
Весь роман розповідається від імені Тралла, сина Дуротана, і кожна глава містить щоденниковий запис. Сам Тралл не був живий під час цих подій, оскільки він сам дізнається про них від Дрек'Тара, старшого провидця.
Книгу можна вважати продовженням «Повелителя кланів», але не менш вагомим аргументом є те, що «Народження Орди» є приквелом.

## Синопсис
Хоча молодий воєвождь Тралл поклав край демонічному прокляттю, яке переслідувало покоління його народу, орки все ще борються з гріхами свого кривавого минулого. У складі божевільної Орди вони вели спустошливі війни проти свого заклятого ворога — Альянсу. Однак лють і жага крові, яка змушувала орків знищувати все на своєму шляху, ледь не поглинула їх.
Колись давно, в безтурботному світі Дренору, благородні клани орків жили відносно мирно пліч-о-пліч зі своїми загадковими сусідами — дренеями. Однак у підступних агентів Палаючого Легіону були свої приховані плани щодо обох народів. Повелитель демонів Кіл'джеден запустив темний ланцюг подій, який призведе не тільки до винищення дренеїв, а й до об'єднання оркських кланів в єдину нестримну силу, яка буде нести ненависть і руйнування.

## Українські видання
| Назва                               | Видавництво   | Палітурка | Кількість сторінок | Формат  |
| ----------------------------------- | ------------- | --------- | ------------------ | ------- |
| World of Warcraft — Народження Орди | Molfar Comics | Тверда    | 296                | 140х197 |

## World of Warcraft
У доповненні для «World of Warcraft», «The Burning Crusade» стали доступні для дослідження землі Дренору. З часів подій книги світ сильно змінився, демонічні сили розірвали світ на частини, проте храми дренеїв — Шаттрат і Карабор (нинішній Чорний Храм) — можна знайти в грі. Згідно з книгою, це лише руїни того, чим вони колись були. Також присутня область Наґранд, яка містить вцілілих членів кланів орків, які зараз очолює клан Маґарів і вцілілих після різанини дренеїв.